# Danh sách triều đại hồi giáo Shia
Dưới đây là danh sách các triều đại hồi giáo Shi'a

## Ai Cập và Bắc Châu Phi
- Idrisid (780–985)
- Nhà Fatimid (909–1171) the Fatimids were Ismaili, Shia.
- Banu Kanz (1004–1412)[1]

## Sicilia
- Kalbids (948–1053)

## Tây Ban Nha
- Hammudid (1016–1073)

## Bán đảo Ả Rập
- Banu Ukhaidhir (865–1066) ở Al-Yamama
- Rassids (893–1970) ở Yemen
- Sulaihid (1047–1138) ở Yemen
- Vương quốc Mutawakkilite của Yemen (1926–1970)
- Qarmatians (900–1073) ở Bahrain
- Usfurids (1253–1320) ở Bahrain
- Jarwanid (1305–1487) ở Bahrain[2]
- Jabrids

## Syria và Iraq
- Hamdanid (890–1004)
- Bani Assad (961–1163) (trung và nam Iraq)
- Numayrids (990–1081) (dông Syria và đông nam Thổ Nhĩ Kỳ)
- Marwanids (990–1085)
- Uqaylid (990–1169)
- Mirdasids (1024–1080)

## Tiểu Á (Thổ Nhĩ Kỳ hiện nay)
- Eretnids (1328–1381)
- Danishmends (1071–1178)
- Beylik của Erzincan (1379–1410)

## Iran và Kavkaz
- Justanids (791–974)
- Alavids (864–929)
- Aishanids (912–961)
- Ziyarid (928–1043)
- Buyid (934–1062)
- Hasanwayhid (959–1015)
- Kakuyids (1008–1051)
- Nizari Ismaili (1090–1256)
- Hãn quốc Y Nhi (1256–1335)
- Sarbadars (1332–1386)
- Jalayirids (1335–1432)
- Chupanids (1335–1357)
- Injuids (1335–1357)
- Marashiyan (1359–1582)
- Qara Qoyunlu (1375–1468)
- Musha'sha'iyyah (1436–1729)
- Nhà Safavid (1501–1736)
- Hãn quốc Baku (1753–1806)
- Hãn quốc Erivan (1604–1828)
- Hãn quốc Afsharid (1736–1796)
- Hãn quốc Derbent (1747–1806)
- Hãn quốc Ganja (1747–1804)
- Hãn quốc Talysh (1747–1828)
- Hãn quốc Nakhichevan (1747–1813)
- Hãn quốc Karabakh (1747–1822)
- Zand (1750–1794)
- Qajar (1785–1925)
- Pahlavi (1925–1979)

## Ấn Độ
- Lãnh thổ Bahmani (1347–1527)
- Lãng thổ Jaunpur(1394–1479)
- Lãnh thổ Bidar (1489–1619)
- Lãnh thổ Berar (1490–1572)
- Ahmadnagar Sultanate (1490–1636)
- Qutb Shahi (1512–1687)
- Adil Shahi (1490–1686)
- Najm-i-Sani
- Nawab của Rampur (1719–1949)
- Nawabs của Oudh (1722–1858)
- Nawabs của Bengal (1757–1880)
- Talpur (1783–1843)[3]
- Hunza (tiểu vương quốc)
- Nagar (tiểu vương quốc)

## Đông Nam Á
- Daya Pasai (1128–1285 AD).[4]
- Bandar Kalibah[4]
- Moira Malaya[4]
- Kanto Kambar[4]
- Robaromun[4]

## Đông Châu Phi
- Kilwa Sultanate (957–1506 AD).[5]